# 同妻俱樂部
《同妻俱樂部》（英語：Grace and Frankie）是一部由瑪塔·考夫曼與霍華德·J·莫里斯開創，於2015年5月8日在Netflix首播的美國電視喜劇，並由珍·芳達與莉莉·湯姆琳領銜主演身兼製作人。
2018年2月14日，本劇正式獲Netflix續訂第5季。2019年9月，確定續訂第7季，本季亦為本劇的最終季。

## 故事
| 季數 | 集数 | 集数 | 上線日期      | 上線日期      |
| ---- | ---- | ---- | ------------- | ------------- |
| 1    | 13   | 13   | 2015年5月8日  | 2015年5月8日  |
| 2    | 13   | 13   | 2016年5月6日  | 2016年5月6日  |
| 3    | 13   | 13   | 2017年3月24日 | 2017年3月24日 |
| 4    | 13   | 13   | 2018年1月19日 | 2018年1月19日 |
| 5    | 13   | 13   | 2019年1月18日 | 2019年1月18日 |
| 6    | 13   | 13   | 2020年1月15日 | 2020年1月15日 |
| 7    | 16   | 16   | 2021年8月13日 | 2021年8月13日 |

故事圍繞在退休的化妝品業女王葛蕾絲、嬉皮美術老師法蘭琪，以及他們於聖地牙哥共同創立非常成功的離婚律師事務所的丈夫勞勃與索爾。然而有一天，勞勃與索爾公開向葛蕾絲與法蘭琪出櫃，表明兩人彼此相愛並決定與各自的妻子離婚後與彼此結婚，這個消息，讓葛蕾絲與法蘭琪的生活瞬間天翻地覆。現在，兩個沒有那麼喜歡彼此的女人，被迫開始生活在一起並得互相扶持，迎向人生的下一個章節。

## 卡司
| 演員               | 角色            | 登場季數        | 登場季數        | 登場季數        | 登場季數        | 登場季數        | 登場集數 |
| 演員               | 角色            | 1               | 2               | 3               | 4               | 5               | 登場集數 |
| ------------------ | --------------- | --------------- | --------------- | --------------- | --------------- | --------------- | -------- |
| 珍·芳達            | 葛蕾絲·漢森     | 主演            | 主演            | 主演            | 主演            | 主演            | 52       |
| 莉莉·湯姆琳        | 法蘭琪·伯格斯丁 | 主演            | 主演            | 主演            | 主演            | 主演            | 52       |
| 山姆·華特斯頓      | 索爾·伯格斯丁   | 主演            | 主演            | 主演            | 主演            | 主演            | 50       |
| 馬田·辛            | 勞勃·漢森       | 主演            | 主演            | 主演            | 主演            | 主演            | 51       |
| 布魯克林·戴可兒    | 瑪蘿莉·漢森     | 主演            | 主演            | 主演            | 主演            | 主演            | 36       |
| 伊森·安柏瑞        | 土狼·伯格斯丁   | 主演            | 主演            | 主演            | 主演            | 主演            | 37       |
| 瓊恩·黛安·拉斐爾   | 布莉安娜·漢森   | 主演            | 主演            | 主演            | 主演            | 主演            | 41       |
| 貝倫·范恩          | 布德·伯格斯丁   | 主演            | 主演            | 主演            | 主演            | 主演            | 40       |
| 克雷格·T·尼爾森    | 蓋伊            | 常設            | Does not appear | Does not appear | Does not appear | Does not appear | 5        |
| 厄尼·哈德森        | 雅各            | 常設            | 常設            | 常設            | 常設            | Does not appear | 15       |
| 吉歐夫·斯圖茲      | 米奇            | 常設            | Does not appear | 客串            | Does not appear | Does not appear | 4        |
| 提姆·巴格利        | 彼得·西金斯     | 常設            | 客串            | 常設            | 常設            | Does not appear | 13       |
| 彼得·坎博          | 貝瑞            | 常設            | 客串            | 常設            | 常設            | Does not appear | 13       |
| 麥可·葛羅斯        | 傑夫            | 常設            | Does not appear | Does not appear | Does not appear | Does not appear | 2        |
| 提摩西·V·墨菲      | 拜倫            | 常設            | Does not appear | Does not appear | Does not appear | Does not appear | 3        |
| 邁克爾·查爾斯·羅曼 | 亞當            | 常設            | 常設            | 客串            | 常設            | Does not appear | 8        |
| 托德·格林奈爾      | 史蒂芬          | 客串            | 常設            | Does not appear | Does not appear | Does not appear | 3        |
| 石橋布莉特妮       | 艾莉卡          | 客串            | 常設            | Does not appear | 客串            | Does not appear | 4        |
| 蘇菲·彼得森        | 麥蒂森          | 客串            | Does not appear | Does not appear | Does not appear | Does not appear | 1        |
| 薇拉·米爾·波格     | 麥蒂森          | Does not appear | 常設            | Does not appear | Does not appear | Does not appear | 2        |
| 山姆·埃利奧特      | 菲爾·米爾斯坦   | Does not appear | 常設            | Does not appear | Does not appear | Does not appear | 4        |
| 艾絲提·柏遜絲      | 貝比            | Does not appear | 常設            | Does not appear | Does not appear | Does not appear | 2        |
| 布莉安娜·凡斯克斯  | 比莉            | Does not appear | 常設            | Does not appear | Does not appear | Does not appear | 2        |
| 瑪莎·曼森          | 艾琳            | Does not appear | 客串            | 客串            | 常設            | Does not appear | 6        |
| 洛伊絲·史密斯      | 漢森太太        | Does not appear | Does not appear | 常設            | Does not appear | Does not appear | 2        |
| 彼得·葛蘭傑        | 尼克·史寇卡     | Does not appear | Does not appear | 常設            | 常設            | Does not appear | 5        |
| 琳賽·克拉夫特      | 艾莉森          | Does not appear | Does not appear | 常設            | 常設            | Does not appear | 10       |
| 羅傑·巴特          | 史蒂夫·克萊倫頓 | Does not appear | Does not appear | 常設            | Does not appear | Does not appear | 3        |
| 戴蒙·戴尤布        | 萊恩            | Does not appear | Does not appear | 常設            | Does not appear | Does not appear | 2        |
| 凱文·錢柏林        | 法蘭克          | Does not appear | Does not appear | 常設            | Does not appear | Does not appear | 3        |
| 傑克·普拉尼克      | 保羅            | Does not appear | Does not appear | 常設            | 常設            | Does not appear | 6        |
| 馬帝·湯瑪斯        | 查理            | Does not appear | Does not appear | 常設            | 常設            | Does not appear | 4        |
| 梅根·費格遜        | 娜蒂亞          | Does not appear | Does not appear | 客串            | 常設            | Does not appear | 3        |
| 麗莎·庫卓          | 雪莉            | Does not appear | Does not appear | Does not appear | 常設            | Does not appear | 3        |
| 泰莉亞·雪爾        | 泰迪            | Does not appear | Does not appear | Does not appear | 常設            | Does not appear | 2        |
| 馬克·迪克林        | 羅伊            | Does not appear | Does not appear | Does not appear | 常設            | Does not appear | 3        |
| 史葛·伊雲斯        | 奧利佛          | Does not appear | Does not appear | Does not appear | 常設            | Does not appear | 3        |
| 史黛西·費伯        | 喬              | Does not appear | Does not appear | Does not appear | 常設            | Does not appear | 2        |
| 傑克遜·佩斯        | 盧克            | Does not appear | Does not appear | Does not appear | Does not appear | 常設            |          |
| 彼得·麥肯齊        | 彼得·沃倫       | 客串            | Does not appear | 客串            | Does not appear | Does not appear | 2        |
| 艾莉森·馬丁        | 茱蒂·沃倫       | 客串            | Does not appear | 客串            | Does not appear | Does not appear | 2        |
| 史伍西·柯茲        | 珍妮特          | Does not appear | 客串            | Does not appear | 客串            | Does not appear | 2        |
| 米莉森·馬汀        | 瓊安-瑪格麗特   | Does not appear | Does not appear | 客串            | 客串            | Does not appear | 2        |

### 主要角色
- 珍·芳達 飾演 葛蕾絲·漢森（Grace Hanson）

退休的化妝品業女王，勞勃的妻子後離婚。
- 莉莉·湯姆琳 飾演 法蘭西斯·“法蘭琪”·伯格斯丁（Frances "Frankie" Bergstein）

原名：法蘭西斯·曼傑拉（Frances Mengela），嬉皮型藝術教師，索爾的妻子後離婚。
- 山姆·華特斯頓 飾演 索爾·伯格斯丁（Sol Bergstein）

成功的離婚律師，法蘭琪的丈夫後離婚，並與勞勃結婚。
- 馬田·辛 飾演 勞勃·漢森（Robert Hanson）

成功的離婚律師，葛蕾絲的丈夫後離婚，並與索爾結為連理。
- 布魯克林·戴可兒 飾演 瑪蘿莉·漢森（Mallory Hanson）

葛蕾絲與勞勃的小女兒，與丈夫米奇育有4個孩子，後來選擇回歸單身。
- 伊森·安柏瑞 飾演 土狼·伯格斯丁（Coyote Bergstein）

法蘭琪與索爾的養子，為一名代課老師，藥物成癮的病患。
- 瓊恩·黛安·拉斐爾（英语：June Diane Raphael） 飾演 布莉安娜·漢森（Brianna Hanson）

葛蕾絲與勞勃的大女兒，接管葛蕾絲的化妝品公司。
- 貝倫·范恩（英语：Baron Vaughn） 飾演 納瓦“布德”克·道格拉斯·伯格斯丁（Nwabudike Douglas "Bud" Bergstein）

法蘭琪與索爾的養子，德裔猶太黑人，來自烏干達，為一名律師，出生於閏年。

### 常設人物
- 山姆·埃利奧特 飾演 菲爾·米爾斯坦（Phil Milstein）

葛蕾絲的真愛，因妻子罹患阿茲海默症而不忍心離開妻子。
- 艾絲提·柏遜絲 飾演 貝比（Babe）

海灘別墅鄰居，葛蕾絲與法蘭琪的舊識。
- 克雷格·T·尼爾森（英语：Craig T. Nelson） 飾演 蓋伊（Guy）

勞勃大學時期的朋友，著名冒險家兼作家，對葛蕾絲有意思。
- 厄尼·哈德森 飾演 雅各（Jacob）

法蘭琪的朋友，對法蘭琪有意思。
- 麗莎·庫卓 飾演 雪莉（Sheree）

葛蕾絲的美甲師，喪夫。
- 洛伊絲·史密斯 飾演 漢森太太（Mrs. Hanson）

勞勃的母親，一直是勞勃心中的陰影。
- 彼得·葛蘭傑 飾演 尼克·史寇卡（Nick Skolka）

科技公司老闆，被葛蕾絲吸引。
- 吉歐夫·斯圖茲 飾演 米奇（Mitch）

瑪蘿莉的丈夫後離婚，為一名婦產科醫師。
- 提姆·巴格利（英语：Tim Bagley） 飾演 彼得·西金斯（Peter Higgins）

同性戀者，傑夫的伴侶，索爾與勞勃的朋友，為一名劇場導演。
- 羅傑·巴特 飾演 史蒂夫·克萊倫頓（Steve Clarrington）

同性戀者，舞台劇演員。
- 彼得·坎博 飾演 貝瑞（Barry）

化妝品公司會計，與布莉安娜相戀。
- 麥可·葛羅斯 飾演 傑夫（Jeff）

同性戀者，彼得的伴侶，索爾與勞勃的朋友，與勞勃曾發生過關係。
- 提摩西·V·墨菲 飾演 拜倫（Byron）

更生人，法蘭琪的學生，對葛蕾絲有意思。
- 琳賽·克拉夫特（Lindsey Kraft） 飾演 艾莉森·艾莉斯特·吉恩派耶-茲麥各威茲（Allison Alister Giampietro-Smikowitz）

布德的女友，在外人眼中是個行為怪異的女子。
- 瑪莎·曼森 飾演 艾琳（Arlene）

葛蕾絲的好友，患有失智症。
- 史伍西·柯茲 飾演 珍妮特（Janet）

葛蕾絲的好友，個性尖銳刻薄。
- 泰莉亞·雪爾 飾演 泰迪（Teddie）

大學經濟學教授，法蘭琪的姊姊，與法蘭琪長達40年未聯繫。
- 彼得·麥肯齊（英语：Peter Mackenzie） 飾演 彼得·沃倫（Peter Warren）

法蘭琪的朋友，茱蒂的丈夫。
- 艾莉森·馬丁（英语：Alison Martin） 飾演 茱蒂·沃倫（Judy Warren）

法蘭琪的朋友，彼得的妻子。
- 馬克·迪克林 飾演 羅伊（Roy）

同性戀，充滿魅力的中年花美男，索爾的新朋友。
- 托德·格林奈爾（Todd Grinnell） 飾演 史蒂芬（Stephen）

化妝品公司職員，布莉安娜的下屬。
- 石橋布莉特妮（英语：Brittany Ishibashi） 飾演 艾莉卡（Erica）

化妝品公司職員，布莉安娜的下屬。
- 史葛·伊雲斯 飾演 奧利佛（Oliver）

索爾與勞勃的鄰居，喬的伴侶，疑似為一名深櫃。
- 史黛西·費伯（英语：Stacey Farber） 飾演 喬（Jo）

索爾與勞勃的鄰居，奧利佛的伴侶。
- 邁克爾·查爾斯·羅曼（Michael Charles Roman） 飾演 亞當（Adam）

化妝品公司職員，布莉安娜的下屬。
- 凱文·錢柏林（英语：Kevin Chamberlin） 飾演 法蘭克（Frank Frstengeist）

恐同宗教團體成員。
- 布莉安娜·凡斯克斯（Briana Venskus） 飾演 比莉（Billie）

調酒師，夢想可以成為經理。
- 戴蒙·戴尤布（Damon Dayoub） 飾演 萊恩（Ryan）

和布莉安娜交易的牛郎。
- 梅根·費格遜（Megan Ferguson） 飾演 娜蒂亞（Nadia）

土狼的約會對象。
- 傑克·普拉尼克 飾演 保羅（Paul）

同性戀者，舞台劇演員。
- 傑克遜·佩斯 飾演 盧克（Luke）

- 馬帝·湯瑪斯（Marty Thomas） 飾演 查理（Charlie）

同性戀者，舞台劇演員。
- 米莉森·馬汀（英语：Millicent Martin） 飾演 瓊安-瑪格麗特（Joan-Margaret）

律師事務所老員工，索爾的秘書。
- 蘇菲·彼得森（Sophie Petersen）／薇拉·米爾·波格（Willa Miel Pogue） 飾演 麥蒂森（Madison）

瑪蘿莉與米奇的女兒。

## 製作

### 開發
2014年3月19日，Netflix預訂了本劇13集，由曾於1980年電影《朝九晚五》中合作過的珍·芳達與莉莉·湯姆琳主演，並由《六人行》瑪塔·考夫曼與霍華德·J·莫里斯（Howard J. Morris）開創身兼執行製作。其他執行製作包括兩名主演珍·芳達與莉莉·湯姆琳，另有寶拉·溫斯坦、妲娜·戈伯格（Dana Goldberg）、大衛·埃利森與瑪西·洛斯（Marcy Ross）等。第一季於8月初在洛杉磯展開拍攝，並於同年11月結束拍攝。
2015年5月26日，Netflix宣布續訂第二季。2015年12月10日，在第二季尚未首播前，Netflix便宣布續訂第三季。2017年3月23日，在第3季即將開播、Netflix尚未續訂前，主創考夫曼透露已展開第4季的製作。2017年4月12日，Netflix正式宣布續訂第4季。2018年2月14日，Netflix正式宣布續訂第5季，全新一季也已展開製作一週多的時間。

### 選角
2014年6月18日，宣布《白宮風雲》馬田·辛飾演葛蕾絲的丈夫勞勃。7月7日，宣布《新聞急先鋒》山姆·華特斯頓飾演法蘭琪的丈夫索爾，而此次也為華特斯頓與芳達繼《新聞急先鋒》後再度合作。7月17日，瓊恩·黛安·拉斐爾與貝倫·范恩加入劇組，拉霏爾飾演葛蕾絲與勞勃的大女兒布莉安娜，范恩則飾演法蘭琪與索爾來自烏干達的養子紐瓦布德克。7月29日，伊森·安柏瑞與布魯克林·戴可兒也加入演員陣容，埃布里飾演法蘭琪與索爾藥物成癮的養子土狼，戴可兒則飾演葛蕾絲與勞勃的小女兒。
2014年8月22日，宣布《醜聞風暴》黃金時段艾美獎得主喬·摩頓、《軍旅軼事》吉歐夫·斯圖茲與《政界小人物》貝瑞·波斯威克加入劇組，分別飾演法蘭琪與索爾的老友傑森、與瑪蘿莉結婚七年的婦產科醫生米奇，以及同樣剛離婚的葛蕾絲與勞勃的老友比爾。9月26日，宣布《監獄風雲》、《黑幫都市》厄尼·哈德森將飾演與法蘭琪發展情愫的角色。11月6日，宣布《天才家庭》、《從地心竄出》麥可·葛羅斯將飾演勞勃與索爾熱情的同性戀朋友傑夫。
2015年4月20日，宣布《為人父母》克雷格·T·尼爾森將會登場4集，飾演與葛蕾絲發展情愫的蓋伊。9月18日，宣布哈德森將會回歸第2季，繼續扮演和法蘭琪曖昧的雅各。
2017年3月12日，宣布和考夫曼於《六人行》合作多年的麗莎·庫卓將客串第4季，飾演葛蕾絲的美甲師雪莉，並將為葛蕾絲與法蘭琪的友情帶來威脅。2018年2月14日，宣布魯保羅將客串第5季，飾演葛蕾絲與法蘭琪的勁敵班傑明·勒·戴伊。4月2日，宣布《反恐危機》傑克遜·佩斯加入第5季飾演常設角色盧克，但角色細節並未透露。

## 評價
《同妻俱樂部》第1季獲得褒貶不一的評論，第2季至第3季的評價則逐漸攀升。於爛番茄整合的評論中，第1季獲得了56%新鮮度、6.42/10分（39位評論家），評論家共識：「《同妻俱樂部》優秀的卡司增添了吸引力，但淺薄的對話與陳詞濫調的情境喜劇格局並非大量觀眾所願意接受的。」第2季獲得了89%新鮮度、7.23/10分（9位評論家）。第3季獲得了100%新鮮度、7.5/10分（7位評論家）。第4季獲得了100%新鮮度、7.5/10分（8位評論家）。
於Metacritic整合的評論中，第1季獲得58分（滿分100分；27位評論家），屬好壞參半的評價。第2季獲得62分（滿分100分；6位評論家），屬普遍的好評。第3季平均獲得了78分（滿分100分；3位評論家），屬普遍的好評。第4季收穫〈Indiewire〉83分的評價。
評論家前十大電視節目排名
| 2015                              |
| --------------------------------- |
| - – 聖安東尼奧快報 - – 華爾街日報 |

## 獎項及提名
| 年度 | 大獎                   | 獎項                                   | 入圍者                                                | 結果 |
| ---- | ---------------------- | -------------------------------------- | ----------------------------------------------------- | ---- |
| 2015 | 在線電影與電視協會獎   | 最佳喜劇類影集獎                       | 最佳喜劇類影集獎                                      | 提名 |
| 2015 | 在線電影與電視協會獎   | 喜劇類影集最佳女演員獎                 | 珍·芳達                                               | 獲獎 |
| 2015 | 在線電影與電視協會獎   | 喜劇類影集最佳女演員獎                 | 莉莉·湯姆琳                                           | 提名 |
| 2015 | 在線電影與電視協會獎   | 喜劇類影集最佳男配角獎                 | 山姆·華特斯頓                                         | 提名 |
| 2015 | 在線電影與電視協會獎   | 喜劇類影集最佳整體演出獎               | 喜劇類影集最佳整體演出獎                              | 提名 |
| 2015 | 在線電影與電視協會獎   | 喜劇類影集最佳導演獎                   | 喜劇類影集最佳導演獎                                  | 提名 |
| 2015 | 在線電影與電視協會獎   | 喜劇類影集最佳編劇獎                   | 喜劇類影集最佳編劇獎                                  | 提名 |
| 2015 | 黃金時段艾美獎         | 最佳喜劇類影集女主角獎                 | 莉莉·湯姆琳                                           | 提名 |
| 2016 | 金球獎                 | 最佳電視女演員獎－音樂與喜劇類         | 莉莉·湯姆琳                                           | 提名 |
| 2016 | 道林獎                 | 年度電視喜劇獎                         | 年度電視喜劇獎                                        | 提名 |
| 2016 | 道林獎                 | 年度電視演出獎－女演員                 | 珍·芳達                                               | 提名 |
| 2016 | 道林獎                 | 年度電視演出獎－女演員                 | 莉莉·湯姆琳                                           | 提名 |
| 2016 | 道林獎                 | 年度LGBTQ電視節目獎                    | 年度LGBTQ電視節目獎                                   | 提名 |
| 2016 | 衛星獎                 | 最佳音樂或喜劇類影集女演員獎           | 莉莉·湯姆琳                                           | 提名 |
| 2016 | 奧提歐斯獎             | 電視試播集喜劇類獎                     | 翠希·莉莉安·菲爾德、艾蜜莉·桃勒                       | 提名 |
| 2016 | GLAAD媒體獎            | 最佳喜劇類影集獎                       | 最佳喜劇類影集獎                                      | 提名 |
| 2016 | 在線電影與電視協會獎   | 喜劇類影集最佳女演員獎                 | 珍·芳達                                               | 提名 |
| 2016 | 在線電影與電視協會獎   | 喜劇類影集最佳女演員獎                 | 莉莉·湯姆琳                                           | 提名 |
| 2016 | 在線電影與電視協會獎   | 喜劇類影集最佳整體演出獎               | 喜劇類影集最佳整體演出獎                              | 提名 |
| 2016 | 黃金時段艾美獎         | 最佳喜劇類影集女主角獎                 | 莉莉·湯姆琳                                           | 提名 |
| 2016 | 黃金時段艾美獎         | 最佳影集、有限劇集及電視電影當代服裝獎 | 艾莉森·B·芬格、羅莉·迪拉普（集數：派對）              | 提名 |
| 2017 | 人民選擇獎             | 最喜愛收費電視網影集女演員獎           | 珍·芳達                                               | 提名 |
| 2017 | 美國演員工會獎         | 最佳喜劇類影集女演員獎                 | 珍·芳達                                               | 提名 |
| 2017 | 美國演員工會獎         | 最佳喜劇類影集女演員獎                 | 莉莉·湯姆琳                                           | 提名 |
| 2017 | 服裝設計師工會獎       | 當代電視劇卓越獎                       | 艾莉森·B·芬格                                         | 提名 |
| 2017 | 人道獎                 | 30分鐘類                               | 艾莉莎·榮格（集數：派對）                             | 提名 |
| 2017 | GLAAD媒體獎            | 最佳喜劇類影集獎                       | 最佳喜劇類影集獎                                      | 提名 |
| 2017 | 在線電影與電視協會獎   | 喜劇類影集最佳女演員獎                 | 珍·芳達                                               | 提名 |
| 2017 | 在線電影與電視協會獎   | 喜劇類影集最佳女演員獎                 | 莉莉·湯姆琳                                           | 提名 |
| 2017 | 黃金時段艾美獎         | 最佳喜劇類影集女主角獎                 | 珍·芳達                                               | 提名 |
| 2017 | 黃金時段艾美獎         | 最佳喜劇類影集女主角獎                 | 莉莉·湯姆琳                                           | 提名 |
| 2017 | 黃金時段艾美獎         | 最佳敘事節目製作設計獎（半小時或以下） | 黛佛拉·赫伯特、班·艾道堡、克里斯托弗·卡爾森           | 提名 |
| 2017 | 黃金時段艾美獎         | 最佳影集、有限劇集及電視電影當代服裝獎 | 艾莉森·B·芬格、羅莉·迪拉普、海瑟·潘恩（集數：藝術展） | 提名 |
| 2018 | 有色人種促進協會形象獎 | 喜劇類影集最佳男配角獎                 | 厄尼·哈德森                                           | 提名 |
| 2018 | 美國演員工會獎         | 最佳喜劇類影集女演員獎                 | 珍·芳達                                               | 提名 |
| 2018 | 美國演員工會獎         | 最佳喜劇類影集女演員獎                 | 莉莉·湯姆琳                                           | 提名 |
| 2018 | 美國編劇工會獎         | 最佳喜劇類集數獎－電視類               | 布蘭登·麥卡錫、大衛·布丁（集數：小偷入侵）            | 提名 |
| 2018 | 服裝設計師工會獎       | 當代電視劇卓越獎                       | 艾莉森·B·芬格                                         | 提名 |

## 外部連結
- 官方网站（英文）
- 互联网电影数据库（IMDb）上《同妻俱樂部》的资料（英文）
- 豆瓣电影上《同妻俱樂部》的資料 （简体中文）
- 在Netflix上觀看《同妻俱樂部》